# 切爾島
68°27′09″N 16°09′50″E / 68.4526°N 16.1638°E

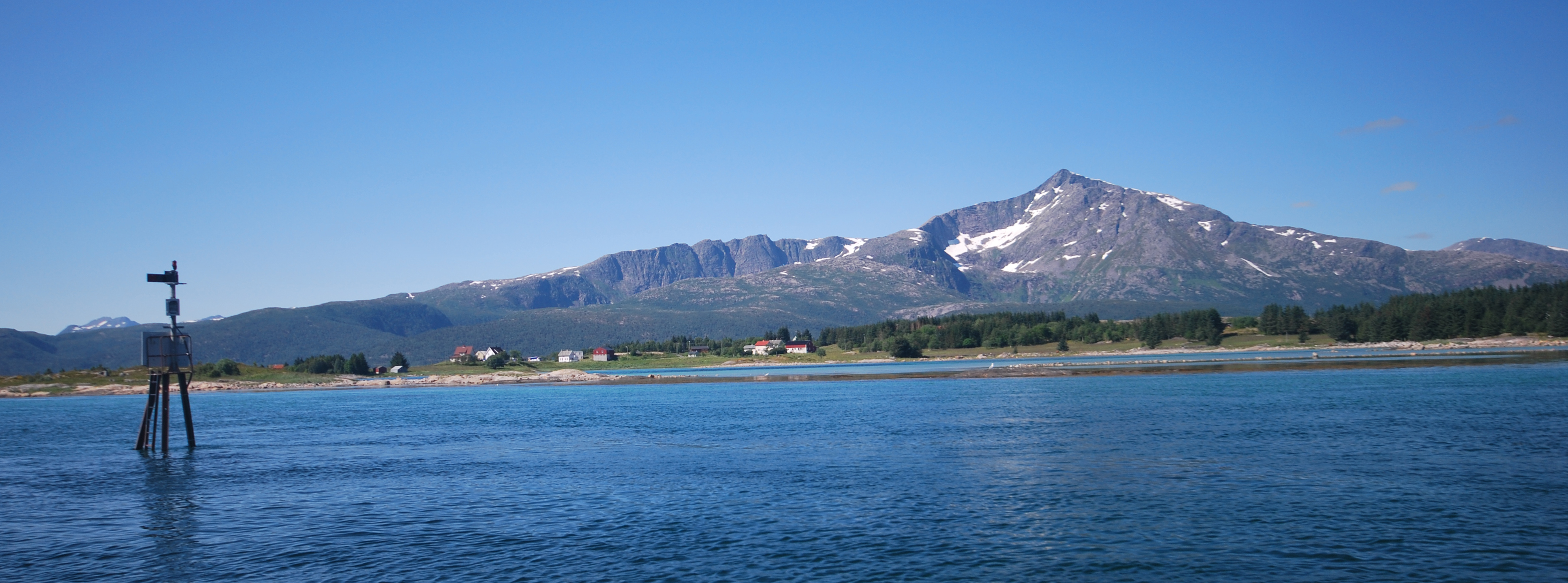

切爾島（挪威語：Tjeldøya）是挪威的島嶼，位於該國西北部挪威海，由諾爾蘭郡負責管轄，長21.3公里、寬14.2公里，面積187平方公里，最高點海拔高度1,010米，人口約300。